# Euxolus emarginatus
Euxolus emarginatus är en amarantväxtart som beskrevs av Alexander Karl Heinrich Braun och Carl David Bouché. Euxolus emarginatus ingår i släktet Euxolus och familjen amarantväxter. Inga underarter finns listade i Catalogue of Life.